# Ed Peck
Pour les articles homonymes, voir Peck.
Ed Peck est un acteur américain né le 26 mars 1917 à New York (États-Unis), mort le 12 septembre 1992 à Los Angeles (Californie).

## Filmographie
- 1951 : Major Dell Conway of the Flying Tigers (série TV) : Major Dell Conway (July, 1951 to March, 1952)
- 1964 : One Man's Way : Harry the Reporter
- 1967 : Ride to Hangman's Tree : Sheriff Stewart
- 1967 : Peter Gunn, détective spécial (Gunn) de Blake Edwards
- 1967 : Star Trek (série TV) : épisode Demain sera hier : Le Colonel. Fellini
- 1968 : Les Envahisseurs (The Invaders) (série TV) : saison 2, épisode 12 (Le Labyrinthe (Labyrinth) ) : Darrow
- 1968 : La Symphonie des héros (Counterpoint) : Prescott
- 1968 : The Shakiest Gun in the West d'Alan Rafkin : Sheriff
- 1968 : Le Baiser papillon (I Love You, Alice B. Toklas!) : Man in dress shop
- 1968 : Bullitt de Peter Yates : Wescott
- 1969 : Un colt nommé Gannon (A Man called Gannon) : Delivery rider
- 1969 : The Comic : Edwin G. Englehardt
- 1969 : Le Virginien (TV) saison 8 épisode 12 (Journey to Scathelock) : Directeur de l'hôtel
- 1971 : O'Hara, U.S. Treasury (TV) : George Foley, SAC
- 1971 : Charlie et la Chocolaterie (Willy Wonka & the Chocolate Factory) de Mel Stuart : FBI Agent
- 1971 : Thief (TV) : Swinger
- 1972 : Jigsaw (TV)
- 1972 : Opération clandestine (The Carey Treatment) : Turnkey / Police Sergeant
- 1973 : Les Choses de l'amour (Blume in Love) : Ed Goober
- 1974 : Roll, Freddy, Roll! (en) (TV) : Adm. Frigate
- 1975 : Rafferty et les Auto-stoppeuses (Rafferty and the Gold Dust Twins) : Blackjack Player
- 1975 : The Big Rip-Off (TV) : Security Chief
- 1975 : Le Prisonnier de la Seconde Avenue (The Prisoner of Second Avenue) de Melvin Frank : Man Upstairs
- 1976 : Tracks
- 1978 : Le Ciel peut attendre (Heaven Can Wait) de Warren Beatty et Buck Henry : Trainer
- 1980 : Swan Song (TV) : Karl
- 1980 : Les Faux-durs (Semi-Tough) (série TV) : Coach Cooper (unknown episodes)
- 1981 : Shérif, fais-moi peur (série TV) : "L'arnaqueur" (Saison 4 - Episode 13) : Roy Winters
- 1982 : Chicanos Story (Zoot Suit), de Luis Valdez : Lieutenant Edwards
- 1982 : Hey Good Lookin' : Italian Man (voix)
- 1982 : The Last Unicorn (voix)
- 1983 : Likely Stories, Vol. 3 (TV) : General Powerhouse Announcer